# Ялыновка (Ровненская область)
Ялыновка (укр. Ялинівка) — село в Березновской городской общине Ровненского района Ровненской области Украины.
До 2020 года входило в Березновский район.

## Общие сведения
Население по переписи 2001 года составляло 44 человека. Почтовый индекс — 34651. Телефонный код — 3653.